# ItWasntEnough
ItWasntEnough – minialbum amerykańskiego rapera XXXTentacion wydany 18 marca 2016 roku za pośrednictwem serwisu Soundcloud.

## Tło
Minialbum ItWasntEnough składa się z utworów, które pierwotnie miały zostać umieszczone pierwszym mixtap’ie XXXTentaciona, zatytułowanym ItWillAllBeOverSoon. Koncepcja mixtap’u została jednak porzucona z powodu braku nagrań takiej jaką chciał uzyskać raper na albumie.
Minialbum miał zawierać również piąty utwór, jednak nie ukazał się, ponieważ naruszał prawa autorskie.

## Lista utworów
1. Snow (gość: Killstation) – 1:48 (tekst: Killstation, Jahseh Onfroy – muzyka: Killstation)
2. Manikin (gość: wifisfuneral) – 3:01 (tekst: wifisfuneral, Jahseh Onfroy – muzyka: GRiMM Doza)
3. I LUv My CLiQuE LiKe KaNyE WeSt – 3:00 (tekst: Jahseh Onfroy – muzyka: Cudda)
4. I spoke to the devil in Miami, he said everything would be fine – 2:58 (tekst: Jahseh Onfroy – muzyka: Alasen, JakesAlive, XXXTentacion)